# Maos Kidul
Maos Kidul is een bestuurslaag in het regentschap Cilacap van de provincie Midden-Java, Indonesië. Maos Kidul telt 5055 inwoners (volkstelling 2010).